# Genetta felina
Genetta felina — вид хижих тварин із родини віверових. Вид був відділений від G. genetta.

## Морфологічна характеристика
Серединна лінія спини безперервна і чорна. Основний колір білувато-сірий (світліше, ніж у G. genetta). Волосся довге, наявний спинний гребінь. Задні частини лап темні, а задні лапи майже повністю темні. Сплутаний малюнок кільчаста структури на початку хвоста (на відміну від G. genetta). Темні та світлі кільця чергуються до кінця хвоста. Ширина світлих кілець відносно темних кілець (середина хвоста) = 200%. Кінчик хвоста світлий (більший, ніж у G. genetta). 

## Ареал
Ареал: Намібія, ПАР, Лесото, Ангола?, Замбія?.